# Marilise Neptune Rouzier
Marilise Neptune Rouzier, née en 1945, est une écrivaine, biologiste et ethnobotaniste haïtienne.

## Biographie
Le 12 janvier 2010, Marilise Neptune Rouzier reçoit de la famille avec son mari Philippe Rouzier à leur domicile de Port-au-Prince lorsque survient un séisme. Elle est la seule survivante du groupe.
En 2013, en plus de ses publications, Marilise Neptune Rouzier a également été consultante pour la collection de plantes médicinales du jardin botanique du parc de Martissant à Port-au-Prince. 

## Publications
- Petit guide médicinal du jardin, Banque mondiale, 1997 (OCLC 326865543)
- Plantes médicinales d'Haïti : description, usages et propriétés, Regain, 1998 (réédité en 2014 par les Éditions de l'université d'État d'Haïti)
- La Médecine traditionnelle familiale en Haïti : Enquête ethnobotanique dans la zone métropolitaine de Port-au-Prince, Éditions de l'université d'État d'Haïti, 2008
- Diabète et hypertension artérielle : Remèdes familiaux dans la région de Port-au-Prince, Éditions de l'université d'État d'Haïti, 2012
- Marilise N. Rouzier et Lise-Marie Dejean, « Médecine familiale, point de jonction de la médecine traditionnelle et de la médecine conventionnelle », Perspectives Haïti, vol. 1, no 3,‎ décembre 2012 (lire en ligne [PDF])